# 冷却ジェルシート
冷却ジェルシート（れいきゃくジェルシート、英文名称Cooling Gel Sheet）は、蒸発熱の作用を応用して発熱時などに冷感を得たりすることを目的とした湿布状の商品。

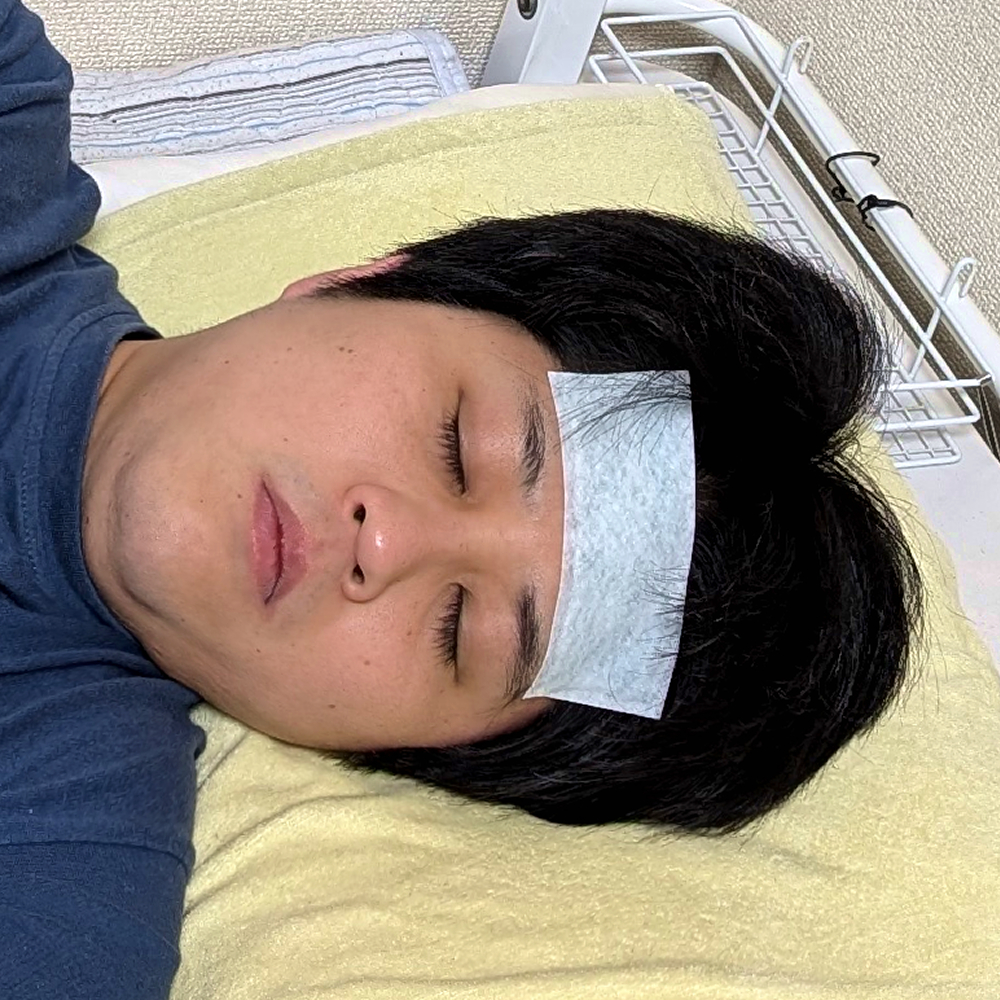
冷却ジェルシートを額に貼る男性

## 概要
不織布と高分子ゲルのジェルとを貼り合わせた造りになっており、ジェルに含まれた水分が蒸発する際の気化熱により表面温度を低下させる。また、ジェルに含有されたメントールが冷感を与える製品もある。冷感を得る目的で額に用いられることが多い。
深部体温を下げる（すなわち、「解熱」させる）効果はない。深部体温を下げる目的で動脈やリンパ管が比較的皮膚の表面近くを通る脇や首筋に貼ることもあるが無意味である。
他方で、冷感を与えることにより副交感神経が優位になるため、苦痛緩和の効果は期待できる。
商品のタイプによって差はあるが、8時間程度冷感効果が持続する商品がある（濡れタオルの場合は、冷感持続時間10分前後）。予め冷やしておく必要はないが、冷蔵しておくことにより冷感効果は増す（機能が損なわれるため、冷凍は非推奨）。
1993年4月に、ダイヤ製薬より世界初の貼付型冷却シート（貼る氷のう）として「アイスタッチ」「ウォーターシート」の商品名で、地方銀行（南都銀行）のノベルティ商品として市場にデビューした。同年5月、中村物産（現：株式会社タイキ）より「すっとひんやりシップ（ホクシーより発売）」の名前で最初に一般消費者向けとして発売された。
1994年10月には小林製薬が「熱さまシート」を発売。のちにライオンの「冷えピタ」、久光製薬の「デコデコクール」などが発売されている。これらは爆発的な人気を博し、現在では日本国内のみならず海外においても広く知られる商品となった。
当初は子供用の商品が中心だったが、大人用や乳幼児用、脇や身体に貼るタイプの商品も販売されるようになった。
スマートフォンが普及し、高温の室内や野外などにおいて、熱移動による冷却目的で排熱シートの代わりにバッテリー側に貼り付けて使用される場合がある。